# آلا مسکوکا
آلا مسکوکا (انگلیسی: Alloise؛ زادهٔ ۱۹ october ۱۹۸۴ (۴۰ سال)) خواننده اهل اوکراین است.

## زندگی
آلویز در پولتاوا متولد شد و کار خود را به عنوان عضوی از گروه‌های موزیکال Tomato Jaws و Gorchitza آغاز کرد. در سال ۲۰۱۲ جایزه موسیقی MTV اروپا را برای بهترین بازیگر اوکراینی به دست آورد و سال بعد او اولین آلبوم استودیویی خود را با نام Bygone منتشر کرد